# Haiivka, Dobrovelîcikivka
Haiivka (în ucraineană Гаївка) este localitatea de reședință a comunei Haiivka din raionul Dobrovelîcikivka, regiunea Kirovohrad, Ucraina.

## Demografie
Componența lingvistică a localității Haiivka
     Ucraineană (96%)
     Română (1,66%)
     Rusă (1,52%)
     Alte limbi (0,28%)
Conform recensământului din 2001, majoritatea populației localității Haiivka era vorbitoare de ucraineană (96%), existând în minoritate și vorbitori de română (1,66%) și rusă (1,52%).